# Gérard d'Onyn de Chastre
Gérard Xavier Bernard Joseph d'Onyn de Chastre (Leuven, 13 april 1757 - Leuven, 27 januari 1837) was een Zuid-Nederlands advocaat, politicus en rechtsgeleerde en tweemaal burgemeester van Leuven.

## Biografie
Hij was de oudste zoon van jonkheer Jacques François Joseph d'Onyn (1729-1785), heer van Chastre, en van Marie Catherine de Herckenrode (1731-1824), dame van de baronie van Roost, van Tendael en Moorsele. Via zijn moeder erfde hij een buitenverblijf in Wespelaar: het Domein Herkenrode.

### Onder Oostenrijks bewind
In 1781 behaalde hij de universitaire graad licentiaat in zowel de civiele als de canonieke rechten en werd hierna advocaat bij de soevereine raad van Brabant. Hij werd schepen van de stad Brussel. In 1789 werd hij raadslid van het tribunaal van Leuven en in 1791 amman van Brussel. Deze laatste functie was een zeer belangrijk ambt in het hertogdom Brabant.

### Onder Frans bewind
In juni 1794 verdreven de Franse revolutionaire troepen de Oostenrijkers die de Zuidelijke Nederlanden reeds sinds 1714 bestuurden. Ten tijde van het Consulaat werden de bestuurlijke eenheden in de Zuidelijke Nederlanden grondig aangepast en werd d'Onyn de Chastre voorzitter van de raad van het Dijledepartement, voorzitter van het kanton Leuven en burgemeester van de hoofdstad van het departement, Leuven, in 1808. Hij bleef burgemeester tot in 1811.
Op 4 mei 1811 werd hij, door de Sénat conservateur, benoemd tot gedeputeerde van het Dijledepartement in het Corps législatif, een functie die hij bekleedde tot aan de val van het Eerste Franse Keizerrijk in 1814.

### Onder het Verenigd Koninkrijk der Nederlanden
D'Onyn de Chastre was lid van de Tweede Kamer der Staten-Generaal voor de provincie Zuid-Brabant van 21 september 1815 tot 6 februari 1820 en werd in die periode, in 1817, door Willem I der Nederlanden opnieuw benoemd tot burgemeester van Leuven. Hij bleef dit tot aan de Belgische onafhankelijkheid, waarop hij werd afgezet vanwege zijn oranjegezindheid.
In 1816 verkreeg hij erkenning van erfelijke adel met opname in de Ridderschap van Zuid-Brabant.

### Onder het Belgisch koninkrijk
Na zijn afzetting bij de Belgische Revolutie bekleedde hij geen politiek ambt meer. Hij stierf in 1837 op 79-jarige leeftijd in Leuven.

## Onderscheidingen
- Lid van de ridderorde van Brabant
- Ridder in de Orde van de Nederlandse Leeuw